# 16 Dywizja Polowa Luftwaffe
16 Dywizja Polowa Luftwaffe (niem. 16 Luftwaffe Feld Division) – utworzona na terenie Niemiec na poligonie Gross-Born 1 grudnia 1942 z jednostek wyłączonych z XIII Korpusu Lotniczego. 
W styczniu 1943 r. dywizja znalazła się w rejonie Amsterdamu, a w kwietniu w rejonie miast Haarlem i Lejda. Wykonywała zadania szkoleniowe i pełniła funkcję jednostki obrony wybrzeża. W listopadzie 1943 roku została przemianowana (jak wszystkie dywizje polowe Luftwaffe) na 16 Feld Division (L) i przydzielona do wojsk lądowych. Po lądowaniu Aliantów w Normandii dywizję przerzucono na front i 2 lipca obsadziła odcinek na zachodnim brzegu rzeki Orne, na północ od Caen. Pomiędzy 18 a 25 lipca 1944 roku, dywizja została rozbita przez Brytyjczyków i poniosła straty sięgające 75%. Resztki przekazano do 21 Dywizji Pancernej, a dywizję rozwiązano na początku sierpnia.

## Skład bojowy dywizji
- 31 polowy pułk strzelców Luftwaffe
- 32 polowy pułk strzelców Luftwaffe
- 46 polowy pułk strzelców Luftwaffe
- 16 polowy pułk artylerii Luftwaffe
- 16 polowy pluton rozpoznawczy Luftwaffe
- 16 polowy batalion niszczycieli czołgów Luftwaffe
- 16 polowy batalion inżynieryjny Luftwaffe
- 16 polowe dywizyjne oddziały zaopatrzeniowe Luftwaffe

## Dowódcy dywizji
- Oberst Otto von Lachemair (od 28 listopada 1942)
- Generalmajor Karl Sievers (od 5 listopada 1943)